# Skútustadahreppur
Skútustaðahreppur é um município na Islândia. Em 2021 tinha uma população estimada em 471 habitantes.